# United Nations Disengagement Observer Force Austrian Battalion
Die United Nations Disengagement Observer Force Austrian Battalion (UNDOF Ausbatt) war das österreichische Kontingent der UN-Friedenstruppe (Blauhelme) im Nahen Osten und stand als Abteilung der United Nations Disengagement Observer Force (UNDOF) 1974–2013 am Golan.

## Verwendung

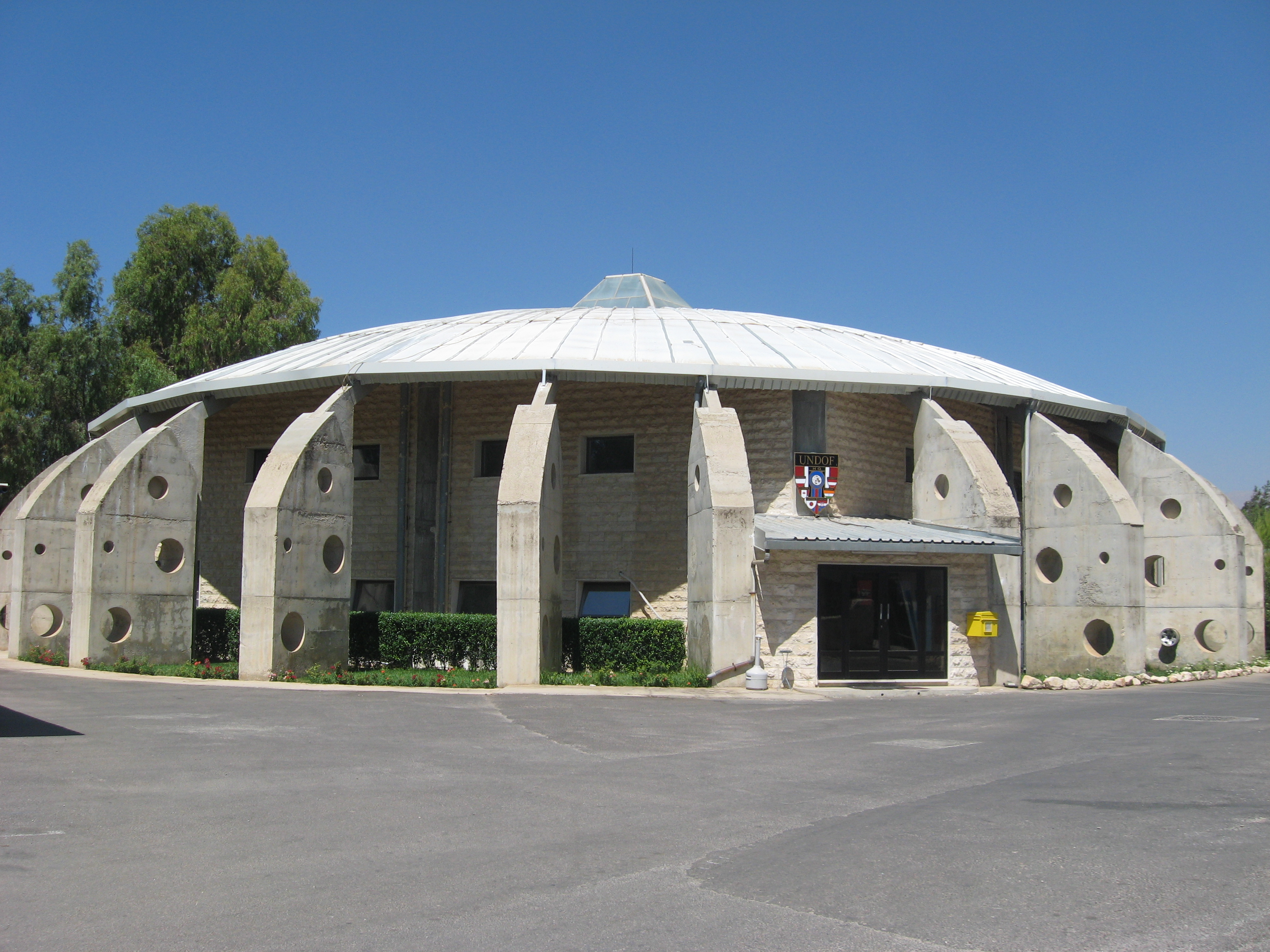
Hauptquartier im Camp Faouar (August 2009)

Unter Verteidigungsminister Karl Lütgendorf wurde zwischen 3. und 19. Juni 1974 ein österreichisches UN-Bataillon (Austrian Battalion United Nations Emergency Force) vom Suezkanal nach Syrien auf die Golanhöhen als Teil von United Nations Disengagement Observer Force verlegt. Insgesamt waren 720 Österreicher Angehörige der UNEF.
Eingesetzt war diese Truppe im nördlichen Abschnitt der Truppenentflechtungszone auf den Golanhöhen zwischen Syrien und Israel.
Die Kontingentstärke betrug etwa 370 (377) Soldaten. Ihr Auftrag ist das Überwachen des Truppentrennungsabkommen zwischen Israel und Syrien.
Das Hauptquartier befand sich bis 1994 in Damaskus, danach im Camp Faouar (bei Amret al Faouar), wo auch die Stabskompanie untergebracht war. Weitere Kompanien waren die Erste, Zweite und Dritte Kompanie.
Im Juni 2013 entschied die österreichische Regierung vor dem Hintergrund des Bürgerkriegs in Syrien (Gefechte an der Grenze zu Syrien und Israel), die Blauhelmsoldaten von den Golanhöhen abzuziehen. Bis Ende Juli war der Abzug abgeschlossen.
Insgesamt absolvierten rund 29.000 österreichische Blauhelme aus allen Bundesländern auf den Golanhöhen in Syrien ihren Dienst, 27 kamen dabei ums Leben.

## Stand bis zur Eingliederung des Slowakischen Kontingentes am 27. Mai 1998
Die 1. Kompanie war am Berg Hermon eingesetzt und bestand aus den Stützpunkten „Position 12“, in 1750 m. Die höhergelegenen Stützpunkte waren „Hermon-Süd“ (2380 m) und „Hermon-Base“ (2250 m). Seit 1976 gab es mit der Position „Hermon-Hotel“ den höchstgelegenen UN-Beobachtungsposten am Berg Hermon (2814 m).
Im Winter waren diese Stützpunkte wegen Schneeverwehungen oft bis zu drei Wochen von der Außenwelt abgeschnitten. Die Versorgung erfolgte mit Schneefahrzeugen, und die Patrouillen wurden mit Skiern durchgeführt.
Den südlichen Teil von Khan Arnabe bis Quneitra überwachte die 2. Kompanie. Für die A1-Linie nördlich und südlich von Quneitra waren die Positionen 22 und 28 zuständig. Die Pos. 28 war der einzige Übergang für UNDOF- und UN-Personal nach Israel und befand sich zwischen dem israelischen Checkpoint (Alpha-Gate) und dem syrischen Checkpoint (Bravo-Gate). Westlich von Quneitra überwachten die Außenposten 22A, B, C und D. Die Positionen 25 und 32 waren für die B-Linie, westlich von Khan Arnabe, zuständig. In der Position 27 – im Zentrum von Quneitra – war das Kommando der 2. Kompanie untergebracht. Zusätzlich wurden noch vier Patrouillen zu Fuß und fünf mit Fahrzeugen durchgeführt.
Den Mittelabschnitt überwachte die 3. Kompanie, und zwar zwischen den Straßen von Mazrat Beit Jinn und Massada und auch im Raum westlich von Khan Arnabe. An der A-Linie befanden sich die Positionen 33 und 37. Die Positionen 30, 31 und 34 lagen an der B-Linie. Es gab auch noch sieben Patrouillen zu Fuß und zwei mit Fahrzeugen.
Am 27. Mai 1998 wurden die Positionen 14, 31 und 33 durch das Slowakische Kontingent (SLKCON, SLOVCON) von den Österreichern übernommen.
Am 6. Juni 2008 verließ das slowakische Kontingent UNDOF. Die mit 95 Mann starke Truppe war unter österreichischem Kommando von 1998 bis 2008 ein Teil von UNDOF AUSBATT.

## Österreichische Kommandanten

### Force Commander

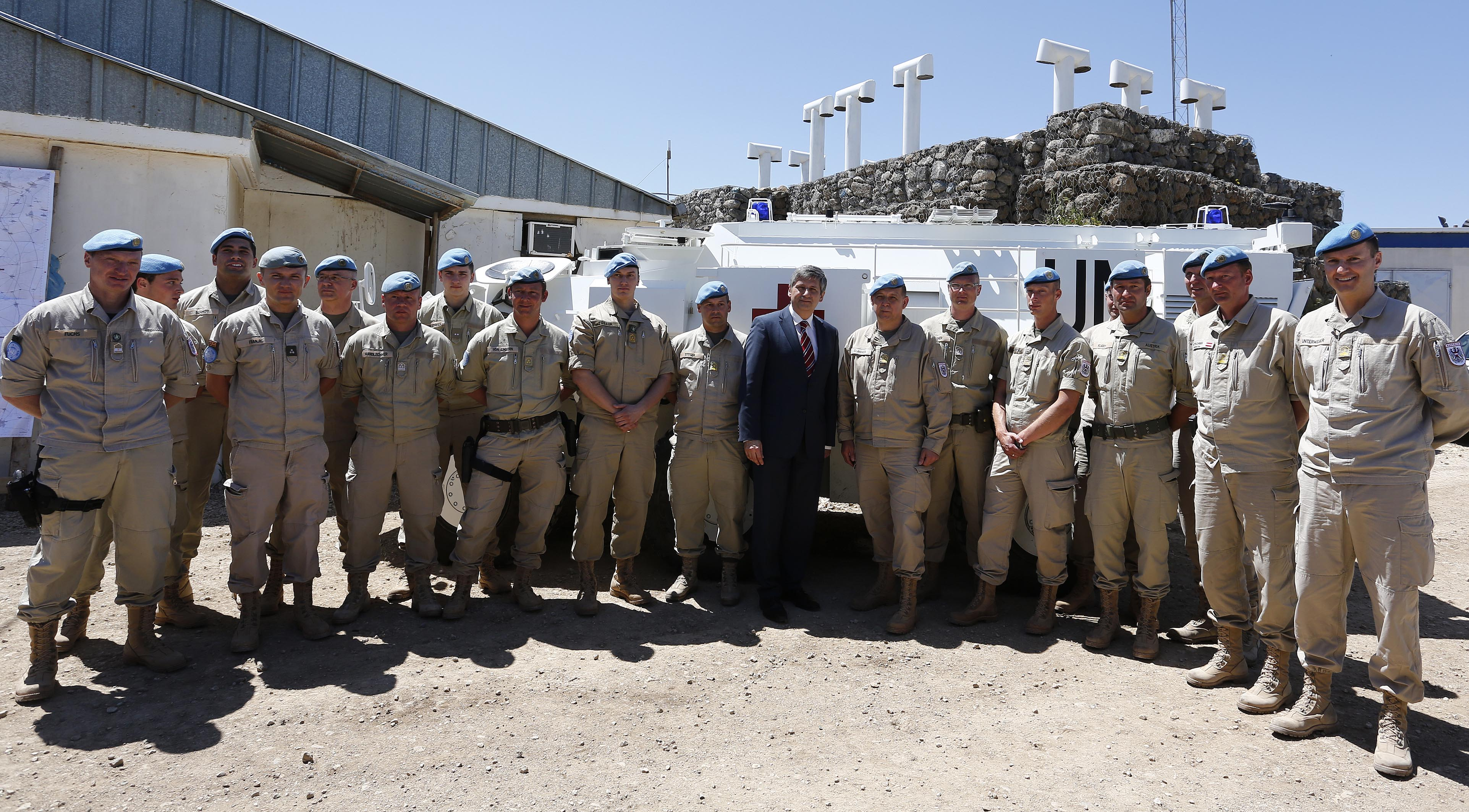
Außenminister Spindelegger zu Besuch bei den Österreichischen Blauhelmsoldaten

Österreichische UNDOF-Commander waren:
1. Generalmajor Hannes Philipp, 16. Juli 1975 – 21. April 1979
2. Oberst des Generalstabsdienstes, dann Generalmajor Günther Greindl, interimistisch betraut 21. April 1979 – 30. November 1979, offiziell 1. Dezember 1979 – 25. Februar 1981
3. Oberst des Generalstabsdienstes Walter Schmitt (interimistisch betraut), Februar 1982 – 30. Juni 1982
4. Generalmajor Adolf Radauer, 3. September 1988 – 1. Oktober 1991
5. Generalmajor Wolfgang Jilke, 11.[4] Februar 2007 – 1. März 2010

### Bataillonskommandanten
1. Oberstleutnant Franz Burgstaller, 9. Mai 1974 – 30. August 1975
2. Oberstleutnant Hans Widhofner, 31. August 1975 – 12. Dezember 1976
3. Oberstleutnant Friedrich Ehrl, 13. Dezember 1976 – 26. Februar 1978
4. Oberstleutnant Arthur Klocker, 27. Februar 1978 – 20. Mai 1979
5. Oberstleutnant Fridolin Gigacher, 21. Mai 1979 – 16. September 1980
6. Oberstleutnant Nikolaus Horvath, 17. September 1980 – 7. September 1981
7. Oberstleutnant Karl Stainer, 8. September 1981 – 7. September 1982
8. Oberstleutnant Rudolf Löffler, 8. September 1982 – 7. September 1983
9. Oberstleutnant Herfried Satter, 8. September 1983 – 10. September 1984
10. Oberstleutnant Richard Wardein, 11. September 1984 – 10. September 1985
11. Oberstleutnant Dieter Brell, 11. September 1985 – 9. September 1986
12. Oberstleutnant Gerhard Sackl, 10. September 1986 – 9. September 1987
13. Oberstleutnant Franz Gigler, 10. September 1987 – 24. September 1988
14. Oberstleutnant Günther Winkler, 25. September 1988 – 26. Oktober 1989
15. Oberstleutnant Stefan Lehninger, 27. Oktober 1989 – 27. März 1991
16. Oberstleutnant Maximilian Pacher-Theinburg, 28. März 1991 – 22. Mai 1992
17. Oberstleutnant Karl Schendl, 23. Mai 1992 – 1. Juni 1993
18. Oberstleutnant Karl Kloss, 2. Juni 1993 – 27. Mai 1994
19. Oberstleutnant Günter Bartunek, 28. Mai 1994 – 26. Mai 1995
20. Oberstleutnant Josef Lindner, 27. Mai 1995 – 20. Mai 1996
21. Oberstleutnant Nikolaus Egger, 21. Mai 1996 – 31. Juli 1997
22. Oberstleutnant Günther Ruderstaller, 1. August 1997 – 31. Juli 1998
23. Oberstleutnant Ernst Eder, 1. August 1998 – 2. August 1999
24. Oberstleutnant Silvio Kaiser, 3. August 1999 – 6. Oktober 2000
25. Oberstleutnant Stefan Thaller, 7. Oktober 2000 – 26. Oktober 2001
26. Oberstleutnant Wolfgang Petermair, 27. Oktober 2000 – 25. Oktober 2002
27. Oberstleutnant Sigmund Uray, 26. Oktober 2002 – 5. Mai 2003
28. Oberstleutnant Klaus Amon, 6. Mai 2003 – 29. Mai 2004
29. Oberstleutnant Gerd Schrimpf, 30. Mai 2004 – 11. November 2004
30. Oberstleutnant Herbert Pracher, 12. November 2004 – 16. November 2005
31. Oberstleutnant Christian Friedhuber, 17. November 2005 – 16. November 2006
32. Oberstleutnant Robert Glanner, 17. November 2006 – 28. Jänner 2008
33. Oberstleutnant Hans-Peter Hohlweg, 28. Jänner 2008 – 2. Februar 2009
34. Oberstleutnant Armin Lehner, 2. Februar 2009 – 15. Februar 2010
35. Oberstleutnant Karl Wolf, 15. Februar 2010 – 7. Februar 2011
36. Oberstleutnant Andreas Schiffbänker, 7. Februar 2011 – 24. Jänner 2012
37. Oberstleutnant Christian Kneißl, 24. Jänner 2012 – 26. Juli 2012
38. Oberstleutnant Andreas Schiffbänker, 26. Juli 2012 – 28. Dezember 2012
39. Oberstleutnant Paul Schneider, 29. Dezember 2012 – 31. Juli 2013